# Bảo tàng Masovian ở Płock
Bảo tàng Masovian ở Płock (tiếng Ba Lan: Muzeum Mazowieckie w Płocku) là một bảo tàng tọa lạc tại số 8 phố Tumska, trong khu Phố cổ của Płock, Ba Lan. Hiện tại, bảo tàng này sở hữu bộ sưu tập nghệ thuật theo trường phái Tân nghệ thuật lớn nhất ở Ba Lan.

## Lịch sử
Bảo tàng Masovian ở Płock được thành lập vào năm 1820. Bộ sưu tập cơ sở của bảo tàng này là các bộ sưu tập của Hiệp hội Khoa học Płock và Trường học Tỉnh. Trong những năm đầu hoạt động, bảo tàng bố trí triển lãm trong hai căn phòng của Trường trung học Nguyên soái Stanisław Małachowski.
Từ năm 1912 đến năm 1971, trụ sở của bảo tàng được chuyển đến các tòa nhà của Hiệp hội Khoa học Płock. Kể từ năm 2005, bảo tàng hoạt động ở trụ sở hiện tại, tòa nhà này là một ngôi nhà chung cư đã được phục hồi.

## Các chi nhánh của bảo tàng
Bảo tàng Masovian ở Płock có các chi nhánh sau đây:
- Bảo tàng người Do Thái Masovian ở Płock tại số 7 phố Kwiatek
- Bảo tàng ngoài trời Khu định cư Vistula ở Wiączemin
- Kho thóc tại số 11B phố Casimir Đại đế
- Bảo tàng Trung tâm Vistula và Vùng đất Wyszogród tại số 1 Quảng trường chợ ở Wyszogród